# Stromspiegel
Der Stromspiegel stellt in der Elektronik eine elementare Transistorschaltung dar, mit der es möglich ist, von einem vorhandenen Referenzstrom einen weiteren Strom abzuleiten. Der Stromspiegel ermöglicht es, Ströme zu kopieren und zu skalieren, und stellt somit eine stromgesteuerte Stromquelle dar.

## Motivation
Die Stromspiegelschaltung wird vor allem als eine Teilschaltung in analogen integrierten Schaltungen, wie Differenzverstärkern, Operationsverstärkern und Komparatoren, beispielsweise zur Einstellung von Arbeitspunkten in Verstärkerstufen, eingesetzt. Auch eine Verschiebung des Gleichspannungspegels analoger Signale ist damit möglich.
MOSFET-Stromspiegel werden auch als elektronische Lasten eingesetzt, dabei dient der Ausgangswiderstand des Stromspiegels als Lastwiderstand eines Verstärkers.
In der Schaltungstechnik wird oft eine Replik eines bereits vorhandenen Stromes benötigt. Mit Stromspiegeln ist es möglich, zu einem vorhandenen Strom einen identischen oder einen im festen Verhältnis stehenden zu erzeugen. Für letztere Variante werden Transistoren benutzt, die in ihrer Bauform identisch oder gleich geformt, jedoch nicht flächengleich sind – so lässt sich über die Flächenverhältnisse der aktiven Flächen, Gatefläche oder Emitterfläche, das Verhältnis der Ströme allein über deren Flächen festlegen.
Sind die Transistoren eines Stromspiegels dicht benachbart (gleiche Temperatur) und durch den gleichen Fertigungsprozess (d. h. auf einem Chip) entstanden, lassen sich präzise Stromspiegel bauen; mit diskret aufgebauten Schaltungen ist das nicht möglich.
Die Eigenschaften von Operationsverstärkern lassen sich nur durch die interne Verwendung von Stromspiegeln erreichen. Damit können – in Verbindung mit NPN- und PNP-Transistoren – auch Schaltungen realisiert werden, die so mit Elektronenröhren unmöglich sind.

## Funktionsprinzip des Stromspiegels
Stromspiegel sind steuerbare Stromquellen mit einem möglichst hohen Ausgangswiderstand. Sie besitzen einen niedrigen Eingangswiderstand am Einspeisepunkt des Referenzstromes und werden durch einen vorgeschalteten Widerstand zu spannungsgesteuerten Stromquellen.

### Schaltung mit Bipolartransistoren

Einfacher Stromspiegel mit Bipolartransistoren

Bipolartransistoren verhalten sich, wenn sie nicht gesättigt betrieben werden, ausgangsseitig wie eine Stromquelle, sie sind daher gut für Stromspiegel geeignet.
Ein einfacher Stromspiegel besteht aus zwei Transistoren, wie im Bild rechts dargestellt. Beim Transistor Q1 sind Kollektor- und Basisanschluss miteinander verbunden. Fließt ein Eingangsstrom Ie durch den Transistor Q1, stellt sich eine Basis-Emitter-Spannung UBE ein.  Die Basisanschlüsse der beiden Transistoren sind verbunden, sodass an beiden Transistoren die gleiche Spannung UBE liegt. 
Am Transistor Q1 entsteht eine Basis-Emitter-Spannung, die ausschließlich über die Transistoreigenschaften und die Temperatur mit dem Eingangsstrom verknüpft ist.
Sind die Eigenschaften der Transistoren Q1 und Q2 und ihre Temperaturen gleich, so ist auch die Abhängigkeit des Kollektorstroms von der Basis-Emitterspannung gleich und durch Q2 fließt der gleiche Kollektorstrom wie durch Q1. Man erhält demnach einen Stromspiegel.

### Präzisierung
Die Basis-Emitter-Spannung UBE ist über den folgenden Zusammenhang mit dem Eingangsstrom Ie, der Temperaturspannung UT und dem Sperrstrom IS näherungsweise verknüpft
{\displaystyle I_{e}\approx I_{C1}=I_{S1}\cdot e^{\frac {U_{BE}}{U_{T}}}}
(Ein Teil des Eingangsstromes Ie fließt als Basisstrom in die Transistoren Q1 und Q2, dieser Anteil wurde hier vernachlässigt.)
Der Ausgangsstrom Ia durch den Transistor Q2 hängt von UBE ab, es gilt ebenfalls:
{\displaystyle I_{a}\approx I_{C2}=I_{S2}\cdot e^{\frac {U_{BE}}{U_{T}}}}
Stromspiegel werden daher oft aus gleichartigen, auf einem Chip befindlichen Transistoren gebaut. Sie entstehen dann durch den gleichen Fertigungsprozess und haben gleiche Temperatureigenschaften.
Werden die Basisströme berücksichtigt, ergibt sich genaugenommen
{\displaystyle I_{C1}=I_{e}-I_{B1}-I_{B2}}
Somit ergibt sich beim einfachen Stromspiegel mit Bipolartransistoren ein Fehler, der mit steigendem Stromverstärkungsfaktor sinkt. Ein weiterer Fehler entsteht durch den Early-Effekt, der eine Spannungsabhängigkeit des Ausgangsstromes durch eine Modulation der virtuellen Basisbreite verursacht. Die dazugehörige Kenngröße Earlyspannung weist Exemplarstreuungen auf, sollte für gute Stromkonstanz groß sein und steigt mit der physischen Basisbreite und somit in der Regel mit sinkender Stromverstärkung an. Transistoren mit hoher Stromverstärkung verringern daher zwar den Fehler durch den Basisstrom, liefern aber einen weniger hohen Ausgangswiderstand – der Ausgangsstrom ändert sich stärker mit der Ausgangsspannung.
In integrierten Schaltungen lässt sich durch den Einsatz von Multiemitter-Transistoren eine Vervielfachung oder Reduktion des Stromes erzielen, indem die mehrfachen Emitteranschlüsse parallel geschaltet werden. Wird beispielsweise in obiger Schaltung Q2 als Multiemitter-Transistor mit drei Emittern ausgeführt, ist der Kollektorstrom von Q2 um den Faktor 3 größer als der Kollektorstrom von Q1. Wird hingegen Q1 als dreifacher Multiemitter-Transistor ausgeführt, reduziert sich der Kollektorstrom von Q2 auf 1/3.

### Schaltung mit MOSFETs

Einfacher Stromspiegel mit MOSFETs

Wird der einfache Stromspiegel mit identischen MOSFETs aufgebaut, so erhält man für den
Zusammenhang zwischen Eingangsstrom Ie und der Gate-Source Spannung UGS, wenn beide Transistoren sich in Sättigung befinden:
{\displaystyle I_{e}=I_{D1}={\frac {k_{n}}{2}}{\frac {W_{1}}{L_{1}}}(U_{GS1}-U_{th})^{2}}
Für den Ausgangsstrom Ia gilt:
{\displaystyle I_{a}=I_{D2}={\frac {k_{n}}{2}}{\frac {W_{2}}{L_{2}}}(U_{GS2}-U_{th})^{2}}
(kn stellt dabei eine baugruppenspezische Größe dar. Im Bild rechts handelt es sich um einen n-Kanal-MOSFET, daher auch kn).
Somit erhält man für das Verhältnis der beiden Ströme:
{\displaystyle {\frac {I_{e}}{I_{a}}}={\frac {{\frac {k_{n}}{2}}{\frac {W_{1}}{L_{1}}}(U_{GS1}-U_{th})^{2}}{{\frac {k_{n}}{2}}{\frac {W_{2}}{L_{2}}}(U_{GS2}-U_{th})^{2}}}=1}
Nachdem für identische Transistoren auch sämtliche Parameter wie W, L und Uth gleich sind und UGS durch die Verschaltung gleich ist, kann man diese Größen kürzen und erhält {\displaystyle {I_{a}}={I_{e}}}.
Die Spannung Uth ist die Schwellspannung am Gate, ab der der Kanal zu leiten beginnt.
Eine Abweichung von diesem idealen Verhalten ergibt sich aufgrund der Kanallängenmodulation der Transistoren, die hier aber vernachlässigt wurde. Fehler ergeben sich aus der Temperaturabhängigkeit unter anderem von Uth; daher und aufgrund der erforderlichen Gleichheit der Schichtdicken und somit der Bauteilparameter sind solche Stromspiegel vorzugsweise monolithisch (auf einem Chip) aufgebaut.
Nachteil des MOSFET-Stromspiegels gegenüber dem bipolaren Stromspiegel ist die Spannungsabhängigkeit des gesteuerten Ausgangsstromes.

## Beispiele
Die Tabelle zeigt typische Beispiele für Stromspiegel in Bipolartransistor-Technik und die äquivalenten MOSFET-Schaltungen. Die Widerstände bei den bipolaren Stromspiegeln sind optional, in MOSFET-Technik sind sie unüblich.
Wesentliche Kriterien bei der Auswahl einer Stromspiegelschaltung sind die minimale Versorgungsspannung, der Ausgangswiderstand sowie die Genauigkeitsanforderungen an den gespiegelten Strom.

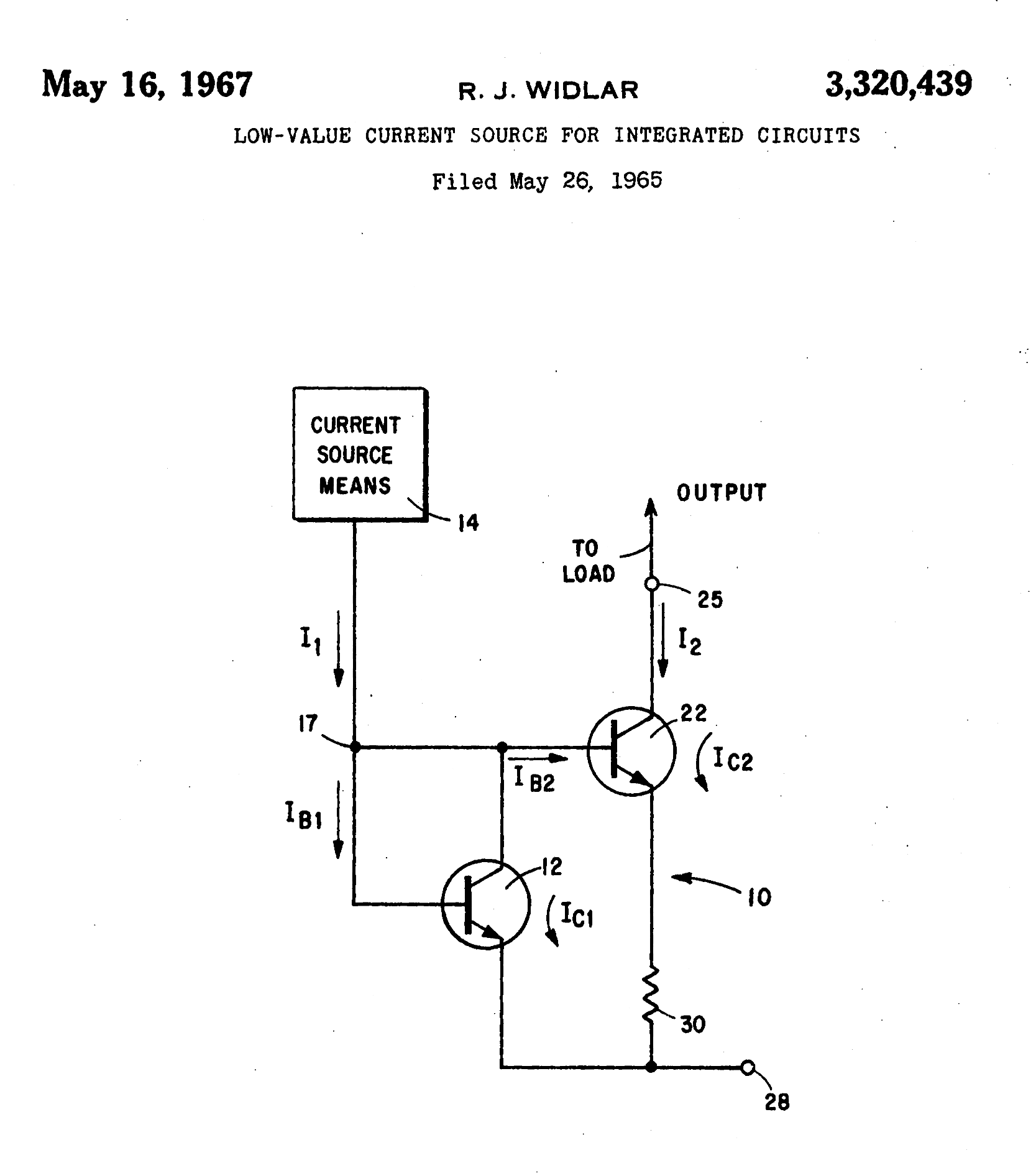
Widlar-Stromspiegel, Patentschrift von 1967

|         | Einfacher Stromspiegel     | 3-Transistor-Stromspiegel (Unterstützter Stromspiegel) | Kaskode-Stromspiegel | Wilson-Stromspiegel (Geregelter Stromspiegel) |
| Bipolar | Einfacher Stromspiegel.svg |                                                        |                      |                                               |
| MOSFET  |                            |                                                        |                      |                                               |

Widlar-Stromspiegel
Der Widlar-Stromspiegel, benannt nach seinem Entwickler Robert Widlar, ist eine Variation des einfachen Stromspiegels und stellt mit nur zwei Transistoren einen besonders einfachen Stromspiegel dar. Das Stromverhältnis wird über die Emittervielfachheit (Gatevielfachheit) eingestellt. Alternativ kann das Stromverhältnis bei Bipolartransistoren, wie in nebenstehender Abbildung dargestellt, auch über einen Gegenkopplungswiderstand im Emitterzweig eingestellt werden, falls die Genauigkeitsanforderungen nicht zu hoch sind. Der Widlar-Stromspiegel kann aus dem einfachen Stromspiegel gewonnen werden, indem der beim einfachen Stromspiegel links im Referenzzweig eingezeichnete Emitter-Gegenkopplungswiderstand kurzgeschlossen wird. Aufgrund der starken Stromabhängigkeit des Übersetzungsverhältnisses ist der Widlar-Stromspiegel im Regelfall nur für Konstantströme geeignet.
3-Transistor-Stromspiegel
Der Transistor in der Mitte reduziert den Fehler, der durch den Basisstrom eines Bipolartransistors entsteht. Fügt man in der Bipolarausführung einen Widerstand in der Mitte ein, der von der gemeinsamen Basis zur Masse führt, wird dieser Stromspiegel erheblich schneller. Anwendungen findet diese Schaltung vor allem bei frequenzabhängigen Emitter-Schaltungen.
Kaskode-Stromspiegel
Beim einfachen Stromspiegel besteht eine Abhängigkeit des Ausgangsstromes von der Ausgangsspannung aufgrund des endlichen Ausgangswiderstandes der Transistoren. Dieser Effekt kann durch Kaskodierung des Transistors auf der Ausgangsseite reduziert werden. Zur Arbeitspunkteinstellung wird auf der Eingangsseite ebenfalls ein Transistor eingefügt.
Wilson-Stromspiegel
Weitere Varianten sind der Wilson-Stromspiegel und der erweiterte Wilson-Stromspiegel. Letzterer umfasst vier Transistoren und bietet gegenüber dem Widlar-Stromspiegel eine verbesserte Linearität.
Um die Genauigkeitsanforderungen zu erfüllen, werden Stromspiegel möglichst symmetrisch aufgebaut, üblicherweise in Quad-Layout oder Common-centroid-Layout. In MOSFET-Stromspiegeln werden nur Gates gleicher Länge und gleicher Weite verwendet, das Spiegelverhältnis wird daher nur über die Anzahl der Transistoren festgelegt. Um bei der Fertigung Einflüsse bei der Strukturierung oder der Abscheidung in Randbereichen der elektrisch aktiven Gebiete zu reduzieren, werden die Stromspiegel mit sogenannten Dummy-Gates umgeben (eine in der Mikroelektronik übliche Methode). Für Anwendungen mit hohen Genauigkeitsanforderungen muss der Spannungsabfall über der Drain-Source-Strecke möglichst identisch sein und die Gate-Verbindung stromlos gehalten werden, ansonsten würde die Gate-Source-Spannung der verschiedenen Transistoren unterschiedlich sein, was zu großen Fehlern im Spiegelverhältnis führte.